# Michael Köllner
Michael Köllner (* 29. Dezember 1969 in Waldsassen) ist ein deutscher Fußballtrainer.

## Leben
Köllner absolvierte eine Berufsausbildung bei der Bundeswehr zum Zahnarzthelfer. Als Fußballspieler war er bei mehreren unterklassigen Sportvereinen in der Oberpfalz und in Oberfranken aktiv, beispielsweise bei der SG Fuchsmühl in seinem Geburtsort. Seit 2001 ist er Sportfachwirt und seit 2004 DFB-Fußballlehrer. Er schrieb mehrere Fußballtaktik- und Trainerhandbücher. Er war von 2002 bis 2014 DFB-Koordinator für Talentförderung und verantwortlicher sportlicher Leiter für die Regionalauswahlmannschaften U13 bis U17.
Anfang März 2017 übernahm Köllner den Trainerposten beim Zweitligisten 1. FC Nürnberg. Am Ende der Saison 2017/18 stieg er mit dem Club in die Fußball-Bundesliga auf. Nach dem Absturz in die Abstiegszone, die man seit dem 16. Spieltag nicht mehr verlassen hatte, und dem Ausscheiden im Achtelfinale des DFB-Pokals (0:1 beim Hamburger SV), entschied der Aufsichtsrat am 12. Februar 2019, Sportchef Andreas Bornemann und Köllner zu beurlauben.
Am 9. November 2019 verpflichtete der Drittligist TSV 1860 München Köllner als Cheftrainer. In der Saison 2019/20 führte er seine Mannschaft durch einen Finalsieg gegen die Würzburger Kickers zum erstmaligen Gewinn des Bayerischen Toto-Pokals.
Am 1. Oktober 2020 verkündete der TSV 1860, dass er den Vertrag mit Köllner vorzeitig über den 30. Juni 2021 hinaus verlängert hat. Anfang Mai sicherte Köllner sich die Auszeichnung des DFB zum Trainer der Saison 2020/21 in der dritten Liga. Am 31. Januar 2023 trennte sich der Verein von Köllner, als die Mannschaft nach dem 20. Spieltag der Saison 2022/23 mit 33 Punkten auf dem 6. Platz stand. Der Rückstand auf den Aufstiegsrelegationsplatz betrug zu diesem Zeitpunkt 3 Punkte, auf einen direkten Aufstiegsplatz 7 Punkte.
Anfang April 2023 übernahm Köllner den Ligakonkurrenten FC Ingolstadt 04 als Nachfolger von Guerino Capretti. Die Ingolstädter waren nach sechs Niederlagen in Folge in den Abstiegskampf gerutscht und hatten acht Spieltage vor dem Saisonende nur noch sechs Punkte Vorsprung auf einen Abstiegsplatz.
Anfang Mai 2024 wurde Köllner von seinem Verein mit sofortiger Wirkung entlassen.

## Erfolge
Vereine
- Aufstieg in die Bundesliga: 2018
- Bayerischer Pokalsieger: 2020

Persönlich
- Trainer der Saison der 3. Liga: 2020/21[10]

## Privates
Köllner ist Anhänger des 1. FC Nürnberg.